# Morton a-t-il tué ?
Pour plus de détails, voir Fiche technique et Distribution.
Morton a-t-il tué ? (Night Without Sleep) est un film noir américain réalisé par Roy Ward Baker et sorti en 1952.

## Synopsis
Richard Morton, compositeur alcoolique, se réveille d'un cauchemar durant lequel il croit avoir commis un crime. Il se demande si ce n'est pas arrivé en réalité...

## Fiche technique
- Titre français : Morton a-t-il tué ?[1]
- Titre original : Night Without Sleep
- Réalisation : Roy Ward Baker
- Scénario : Elick Moll, Frank Partos
- Production : 20th Century Fox
- Directeur de la photographie : Lucien Ballard
- Musique : Cyril J. Mockridge
- Montage : Nick DeMaggio
- Pays de production :  États-Unis
- Langue originale : anglais américain
- Format : Noir et blanc - 1,37:1 - Son mono - 35 mm
- Genre : Film noir
- Durée : 77 minutes
- Date de sortie : 
  - États-Unis : 26 septembre 1952 (New York)
  - France : 3 avril 1953

## Distribution
- Linda Darnell : Julie Bannon
- Gary Merrill : Richard Morton
- Hildegard Knef : Lisa Muller
- Joyce Mackenzie : Laura Harkness
- June Vincent : Emily Morton
- Donald Randolph : Dr. Clarke
- Hugh Beaumont : John Harkness